# Gfranq
Gfranq.com — онлайн-сервіс, що поєднує в собі функції редактора фотографій і соціальної мережі, орієнтованої на зберігання, перегляд та обмін фотозображеннями. У основі сервісу лежить ідея надання простих інструментів для редагування фотографій будь-якого формату. За допомогою Gfranq можна обробляти зображення розміром до 2400х2400 пікселів за допомогою фільтрів, зберігати їх на власній сторінці, складати фотоколажі, переглядати фотографії по регіонах і перевагам користувача, ділитися зображеннями в соціальних мережах і викачувати їх в оригінальній якості.

## Історія
- Березень 2012 року. Проект Gfranq був створений розробником Артемом Орловим і маркетологом Владою Орловою. Перша версія сайту була запущена 2 березня 2012 року.
- Травень 2012 року. У травні 2012 проект отримав посівні інвестиції від ангела-інвестора Ігоря Рябенького.
- Вересня 2012 року. У вересні 2012 року проект зафіксував 500 000 зареєстрованих користувачів і 5 мільйонів збережених фотографій.
- Листопада 2012 року. У листопаді вебверсія сервісу повністю змінила інтерфейс і стала нагадувати за своєю структурою успішні світові фотохостинги, такі як Pinterest. Кількість реєстрацій зросла до 920 тисяч, а кількість збережених фото — до 8 мільйонів.
- Грудня 2012. Аудиторія сервісу — більше 1000000 зареєстрованих користувачів. Реалізована функція складання фотоколажів. На сайті запущений блог, присвячений мистецтву фотографії і творчості користувачів.

## Зарубіжний аналог
Сервіс Gfranq довгий час називали і продовжують називати «Російським Instagram». Проекти схожі в своїй основній ідеї — прості інструменти для обробки фото, фотофільтри. В даний час Gfranq є одним з найбільш активних у розвитку стартапів в Росії і країнах СНД, нарощуючи пакет функцій.

## Функціональність
Gfranq надає користувачам по всьому світу прості інструменти для обробки фото: кроп, поворот, 48 фільтрів, що імітують ефекти плівки і професійний процес редагування, шаблони для складання фотоколажів. Також за допомогою Gfranq можна переглядати фотографії з конкретного регіону у стрічці «регіони» і по перевагах — «вибране». Реалізовані такі функції, як оцінка фото, додавання вподобаних сторінок в обране, коментарі до фото, хештеги. Фотографії можна завантажити на комп'ютер в оригінальному розмірі, а також поділитися ними в соціальних мережах. Gfranq здійснює прямий постинг фотографій в Facebook, Twitter, ВКонтакте, Flickr, Одноклассники.